# Juliformia
A Juliformia az ikerszelvényesek (Diplopoda) osztályának és az ezerlábúak (Chilognatha) alosztályának egyik öregrendje.

## Tudnivalók
A Juliformia-fajok hosszú és hengeres testűek. A külső vázukat úgynevezett szkleritek, azaz megkeményedett lemezszerű részecskék alkotják; ezek a szkleritek testrésztől függően három típusúak lehetnek: hasi lemezek, oldallemezek vagy háti lemezek, azaz tergitek. Ez a három lemez, minden szelvényen össze van forrva, gyűrűt alkotva az ízeltlábú teste körül. Eme öregrend tagjainak mindegyik szelvényén - kivéve a leghátsók közül néhányat - visszataszító bűzmirigyek vannak. Eddig az egyetlen olyan ismert soklábúak csoportja, amelyek 1,4-benzokinont tudnak termelni. A hímeknek két lábpárjuk - a 8. és a 9. - alakult át ivarszervvé; a vaspondrók (Julida) és a Spirobolida-fajok esetében főleg 9. lábpár a fontosabb hímsejtátadó, míg a Spirostreptida-fajoknál a 8. lábpár élvez elsőbbséget. A Juliformia-fajoknak hiányzik a Tömösváry-szervük, mely más csoportoknál a fejen, a csáp töve mögött található; azonban igen fejlett nyakpajzssal (collum) rendelkeznek.

## Rendszerezés
Az öregrendbe az alábbi 3 élő rend és 1 fosszilis csoport tartozik:
- vaspondrók (Julida) Brandt, 1833
- Spirobolida Bollman, 1893
- Spirostreptida Brandt, 1833
- †Xyloiuloidea Cook, 1895 - kora devon-késő karbon; korábban a Spirobolida rendbe sorolták, azonban a 2006-ban felfedezett fajok miatt, önálló csoportra jogosultak.[5]

## Képek

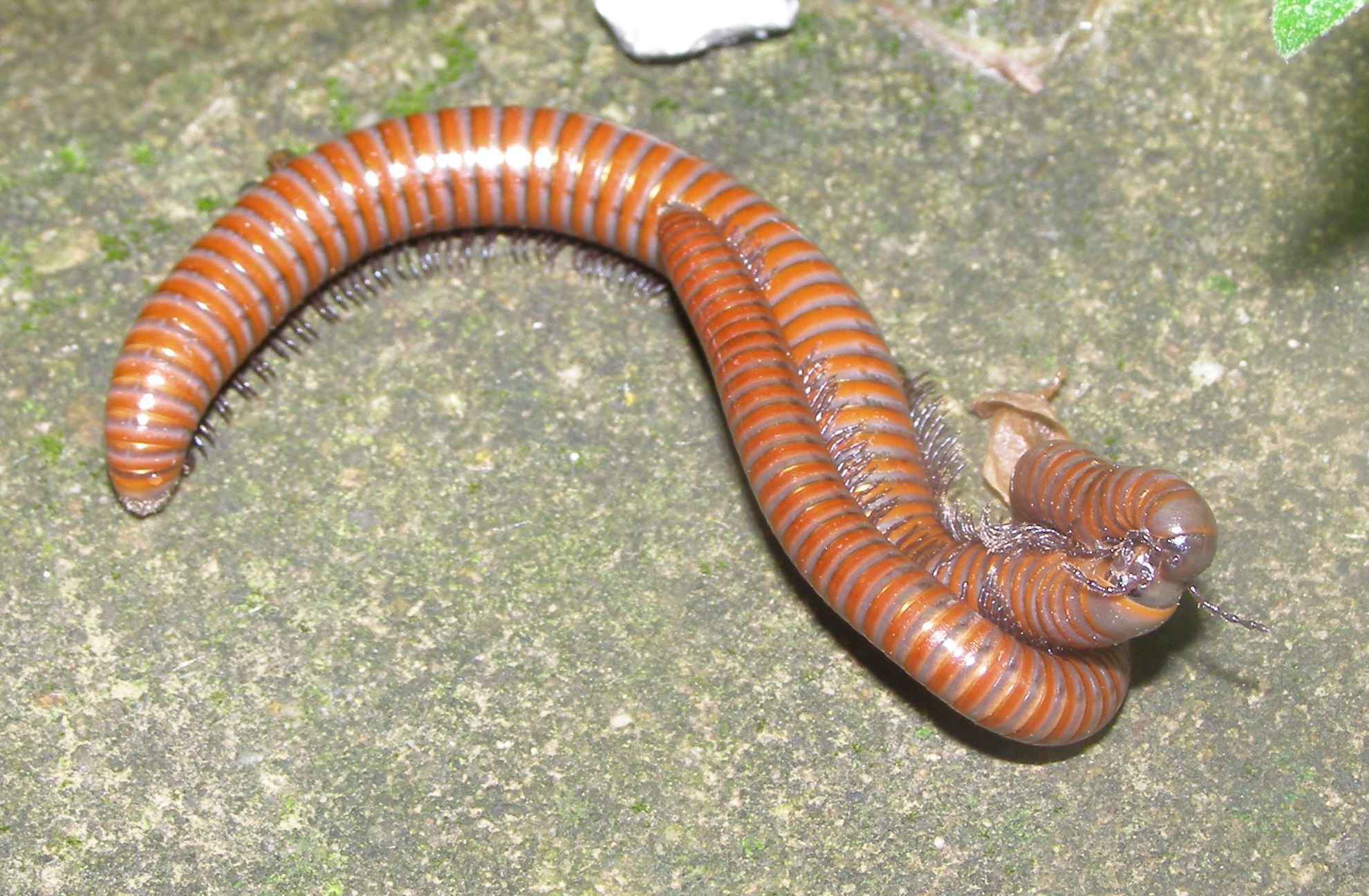
Julus carpathicus
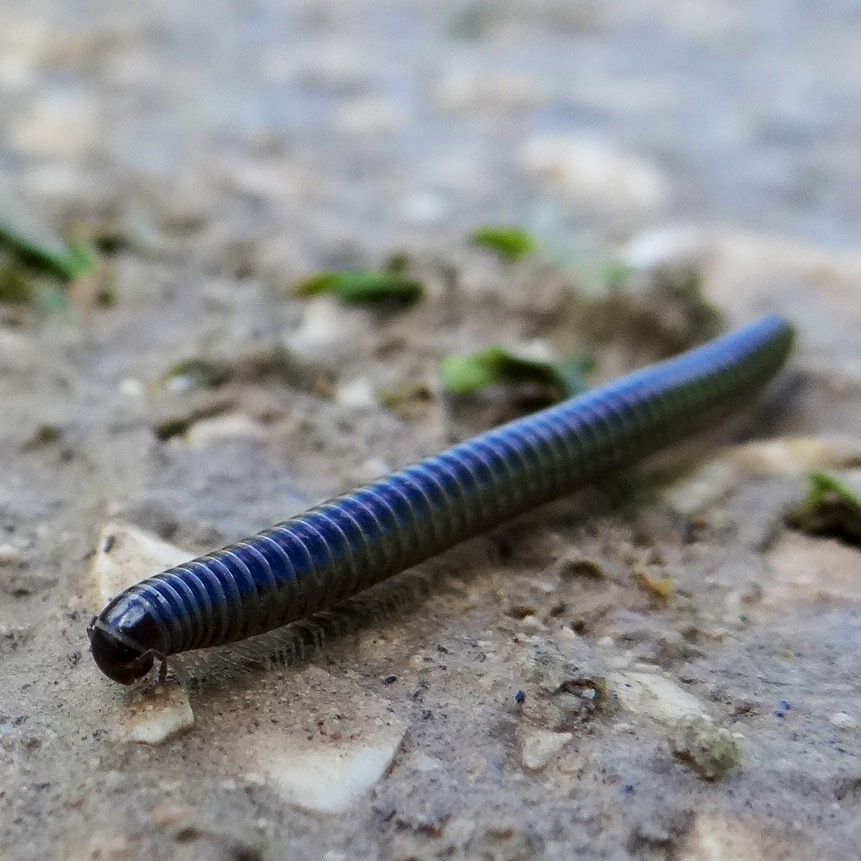
Spirobolus marginatus
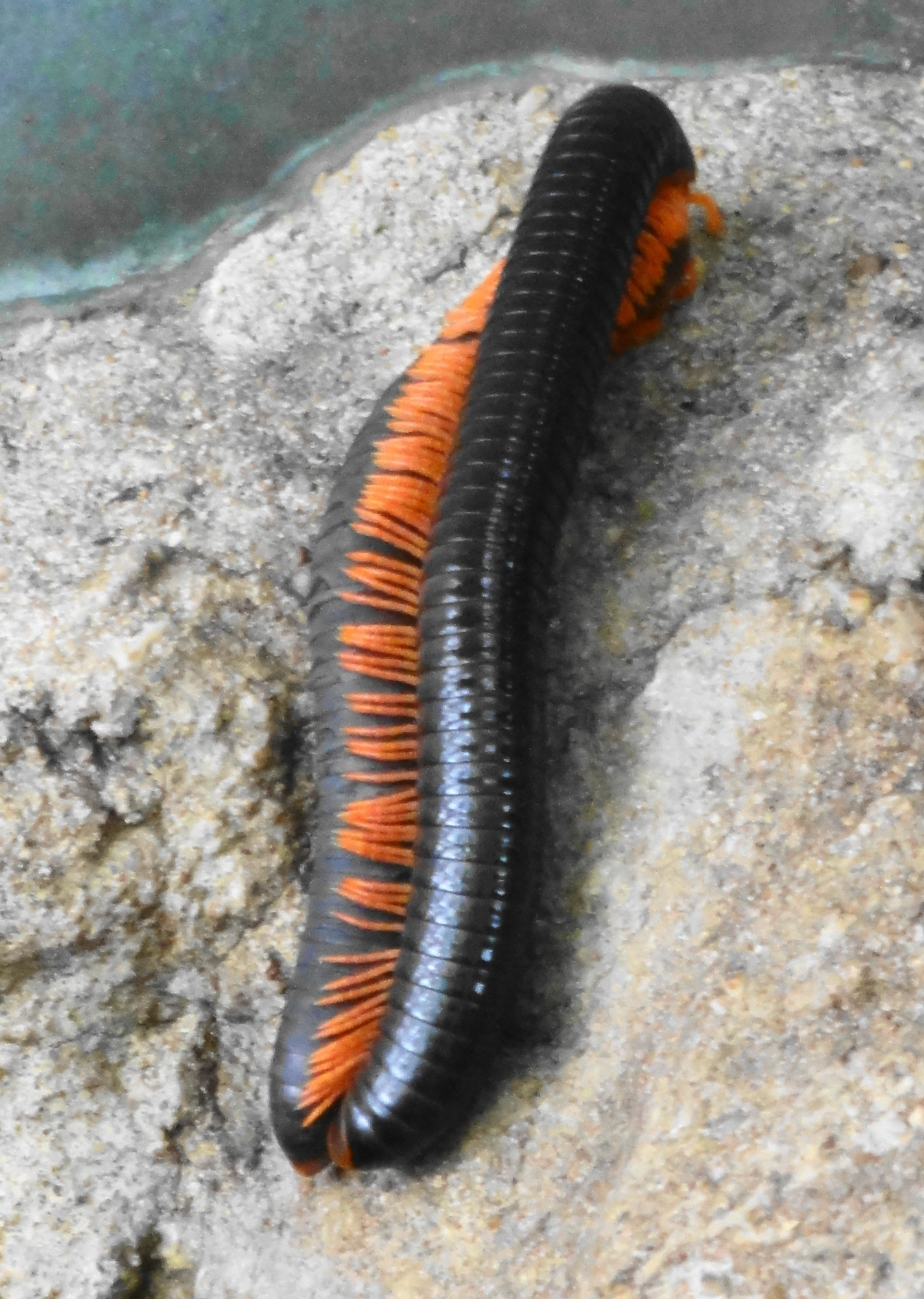
Spirostreptus giganteus

## Fordítás
- Ez a szócikk részben vagy egészben  a   Juliformia című angol Wikipédia-szócikk ezen változatának fordításán alapul.  Az eredeti cikk szerkesztőit annak laptörténete sorolja fel. Ez a jelzés csupán a megfogalmazás eredetét és a szerzői jogokat jelzi, nem szolgál a cikkben szereplő információk forrásmegjelöléseként.